# Medolino
Medolino (in croato Medulin; in veneto istriano Medołin) è un comune istriano di 6 719 abitanti, situato all'estremo sud della penisola istriana che si affaccia sull'Adriatico.
L'intero comune è una meta turistica rinomata, tra le più frequentate della Regione istriana e della Croazia intera. Nel territorio comunale, presso l'abitato di Pomer, ha origine la superstrada che s'innesta alcuni chilometri più a nord nell'autostrada Y istriana, costituendone il prolungamento più meridionale e libero da pedaggio.

## Geografia fisica
Il territorio si presenta per lo più pianeggiante e leggermente digradante verso il mare, interrotto solo da alcune dolci ondulazioni che non superano i 74 m s.l.m. Lo sviluppo costiero è notevole, con litorali frastagliati e rocciosi. Nel suo territorio si trova Capo Promontore, il punto geografico più meridionale della penisola istriana, che segna lo spartiacque tra il mare aperto ed il golfo interno del Quarnaro.
La baia di Medolino è la più protetta e frastagliata della regione, delimitata ad ovest da Capo Promontore e ad est da Capo Merlera (o Marlera). Ornata da innumerevoli insenature, isolotti e scogli e con una profondità poco elevata che varia da 1 metro (lungo le spiagge più interne) ai 25 metri (presso Capo Promontore), è anche una delle più estese (assieme ai Valloni di Pirano, Capodistria e Muggia), ciò ha favorito sin dall'antichità il suo utilizzo come attracco sicuro e l'insediamento umano sulle sue sponde. Tale conformazione della costa ha inoltre favorito lo sviluppo, nell'ultimo secolo, del turismo balneare, attività economica principale del comune intero nell'ultimo periodo.
Le isolette e gli scogli dipendenti dal Comune di Medolino sono: Scoglio delle Bisse o Frascher Piccolo, Frascher Grande, Fenoglia o Fenolega, Scoglio Porer, Secca degli Albanesi situati ad ovest di Capo Promontore, all'esterno della baia; Fenera, Scoglio Sorzer, Cielo, Scoglio Trombola o Trombolo, Santa Marina, Scoglio Pomer, Scoglio Zuccon siti ad est del Capo, entro il perimetro dell'insenatura. Rientrano nella baia, ma non nella pertinenza del Comune di Medolino anche gli scogli di Levano Grande e Levano Piccolo, presso Merlera, dipendenti dal Comune di Lisignano.
Erano inoltre nel passato isolotti separati dalla costa anche la minuta e tondeggiante penisola di Isola (Vižula in croato), già Isola del Vescovo e Punta Castello, ultimo tratto, collegato con un sottile istmo, dello stretto e longilineo promontorio chiamato Castello o Monte Castello che chiude e protegge il porticciolo di Medolino.

## Società

### Evoluzione demografica
Si tratta di uno dei comuni più popolosi della bassa Istria ed in continua crescita. I croati costituiscono la maggioranza della popolazione del centro comunale sin dal XVII secolo, grazie alle colonizzazioni ed insediamenti favoriti dalla Repubblica di Venezia volti a ripopolare il territorio, desolato da pestilenze e guerre che avevano decimato l'autoctona popolazione romanza, con genti provenienti soprattutto dall'entroterra dalmata ed in misura minore dall'Albania, dalla Grecia e dalla penisola italiana. Negli ultimi decenni ha acquisito una certa rilevanza la comunità albanese, d'origine prevalentemente kosovara, impiegata soprattutto nel settore turistico e nella ristorazione. Presenti, oltre a quella italiana (autoctona) e albanese, anche minoranze serbe, slovene e bosgnacche.
Secondo il censimento del 1921, a Medolino la popolazione era così etnicamente distribuita:
| Paese      | totale abitanti | italiani | croati | di cui parlano l'italiano | sloveni | di cui parlano l'italiano |
| ---------- | --------------- | -------- | ------ | ------------------------- | ------- | ------------------------- |
| Medolino   | 1299            | 369      | 930    | 818                       | 0       | 0                         |
| Promontore | 557             | 464      | 93     | 75                        | 0       | 0                         |
| Pomer      | 896             | 485      | 275    | 228                       | 136     | 87                        |

### La presenza autoctona di italiani
È presente una comunità di italiani autoctoni che rappresentano una minoranza residuale di quelle popolazioni italofone che abitarono per secoli la penisola dell'Istria e le coste e le isole del Quarnaro e della Dalmazia, territori che appartennero alla Repubblica di Venezia. La presenza degli italiani a Medolino è drasticamente diminuita in seguito all'esodo giuliano dalmata, che avvenne dopo la seconda guerra mondiale e che fu anche cagionato dai "massacri delle foibe".
Nel territorio di Medolino risiede tuttora, distribuiti tra il capoluogo e le varie frazioni, anche un discreto numero di abitanti di lingua e nazionalità italiana. L'italiano è piuttosto conosciuto ed utilizzato dalla cittadinanza, grazie a fattori determinanti quali la tradizione storica e il turismo, settore che costituisce la principale attività economica locale.

### Lingue e dialetti
| %      | Ripartizione linguistica (gruppi principali) |
| ------ | -------------------------------------------- |
| 89,77% | madrelingua croata                           |
| 3,05%  | madrelingua italiana                         |
| 0,87%  | madrelingua slovena                          |
| 2,65%  | madrelingua albanese                         |
| 1,02%  | madrelingua serba                            |

| %      | Ripartizione linguistica (gruppi principali) |
| ------ | -------------------------------------------- |
| 88,41% | madrelingua croata                           |
| 3,32%  | madrelingua italiana                         |
| 1,11%  | madrelingua slovena                          |
| 2,79%  | madrelingua albanese                         |
| 1,19%  | madrelingua serba                            |

## Località
Il comune di Medolino è diviso in 7 frazioni:
| - Bagnole (Banjole): 978 ab. - Medolino (Medulin), sede comunale: 2.943 ab. - Pomer (Pomer): 495 ab. - Promontore (Premantura): 821 ab. - Valbonassa (Valbonaša): 52 ab. - Valsabbion (Pješčana Uvala): 573 ab. - Vincural (Vinkuran): 662 ab. - Vintian (Vintijan): 195 ab. |